# Sunday Tribune
El Sunday Tribune fue un periódico dominical irlandés de gran formato, publicado por Tribune Newspapers plc. Se editó en sus años finales por Nóirín Hegarty, que cambió el tono y el formato físico del diario, de sábana a tabloide. Sus editores anteriores fueron Conor Brady, Vincent Browne (también editor), Peter Murtagh (también editor), Matt Cooper, y Paddy Murray. Se fundó en 1980, se cerró en 1982, relanzado en 1983. Y, entró en suspensión de pagos, en febrero de 2011, después de dejar de comerciar.
Llegó a tener una tirada de 65.717 ejemplares y el número de lectores de 177.000 (el 5% del mercado).
Debido a los desmanejos financieros, la publicación era nombrada humorísticamente como "The Turbine (La Turbina)", especialmente por la revista satírica The Phoenix.</ref>